# بن و کیت
بن و کیت (به انگلیسی: Ben and Kate) یک کمدی موقعیت آمریکایی است که از ۲۵ سپتامبر ۲۰۱۲ تا ۲۲ ژانویه ۲۰۱۳ در شبکه فاکس پخش شد.

## بازیگران

### اصلی
- داکوتا جانسون در نقش کیت فاکس
- نت فکسون در نقش بن فاکس
- لوسی پانچ در نقش بی جی (بئاتریکس جوآن) هریسون
- مگی الیزابت جونز در نقش مدی فاکس
- اکو کلوم در نقش تامی

### دوره ای
- جف استالس در نقش ویل
- راب کوردری در نقش بادی
- بریتنی اسنو در نقش لیلا
- ملیندا مک‌گرا در نقش ورا
- لورن میلر در نقش دارسی
- لوکا جونز در نقش لنس
- بروس مک‌گیل در نقش رندی